# Liste der Bodendenkmale in Luckenwalde
In der Liste der Bodendenkmale in Luckenwalde sind alle Bodendenkmale der brandenburgischen Stadt Luckenwalde und ihrer Ortsteile aufgelistet. Grundlage ist die Veröffentlichung der Landesdenkmalliste mit dem Stand vom 31. Dezember 2020. Die Baudenkmale sind in der Liste der Baudenkmale in Luckenwalde aufgeführt.
|    | Gemarkung                               | Flur                    | Kurzansprache | Bodendenkmalnummer | Bemerkung | Bild |
| -- | --------------------------------------- | ----------------------- | --- | ------------------ | --------- | ---- |
| 1  | Frankenfelde (Lage)                     | 9                       | Gräberfeld Eisenzeit, Dorfkern Neuzeit, Dorfkern Mittelalter, Siedlung Eisenzeit, Siedlung römische Kaiserzeit, Siedlung Bronzezeit                                                              | 130147             |           |      |
| 2  | Frankenfelde (Lage)                     | 5, 8                    | Siedlung Eisenzeit, Siedlung römische Kaiserzeit | 130628             |           |      |
| 3  | Frankenfelde (Lage)                     | 9                       | Siedlung slawisches Mittelalter, Siedlung deutsches Mittelalter | 130629             |           |      |
| 4  | Frankenfelde (Lage)                     | 1                       | Pechhütte deutsches Mittelalter | 130630             |           |      |
| 5  | Frankenfelde ()                         | 9                       | Burgwall slawisches Mittelalter | 131352             |           |      |
| 6  | Frankenfelde, Luckenwalde (Lage)        | 5, 6, 8, 12, 23         | Siedlung Bronzezeit, Gefangenenlager Neuzeit, Gräberfeld Bronzezeit | 130631             |           |      |
| 7  | Kolzenburg ()                           | 2                       | Münzfund Neuzeit, Dorfkern Mittelalter, Dorfkern Neuzeit, Münzfund deutsches Mittelalter | 130194             |           |      |
| 8  | Kolzenburg ()                           | 1, 2                    | Siedlung Bronzezeit | 130806             |           |      |
| 9  | Kolzenburg ()                           | 6                       | Siedlung Ur- und Frühgeschichte | 130807             |           |      |
| 10 | Kolzenburg ()                           | 1                       | Landwehr deutsches Mittelalter, Landwehr Neuzeit, Siedlung Ur- und Frühgeschichte | 131054             |           |      |
| 11 | Kolzenburg ()                           | 3                       | Acker deutsches Mittelalter, Siedlung Urgeschichte, Acker Neuzeit | 131055             |           |      |
| 12 | Kolzenburg, Luckenwalde, Woltersdorf () | 2, 19, 10               | Siedlung Ur- und Frühgeschichte, Rast- und Werkplatz Mesolithikum | 130639             |           |      |
| 13 | Luckenwalde ()                          | 17                      | Burgwall slawisches Mittelalter | 130345             |           |      |
| 14 | Luckenwalde ()                          | 11, 7                   | Gräberfeld Bronzezeit | 130346             |           |      |
| 15 | Luckenwalde ()                          | 23                      | Friedhof Neuzeit | 130633             |           |      |
| 16 | Luckenwalde ()                          | 18, 25                  | Siedlung Urgeschichte | 130811             |           |      |
| 17 | Luckenwalde (Lage)                      | 19                      | Siedlung Neolithikum | 130812             |           |      |
| 18 | Luckenwalde (Lage)                      | 15                      | Siedlung Bronzezeit | 130813             |           |      |
| 19 | Luckenwalde (Lage)                      | 11                      | Rast- und Werkplatz Mesolithikum | 130814             |           |      |
| 20 | Luckenwalde (Lage)                      | 13                      | Acker Neuzeit, Acker deutsches Mittelalter, Siedlung Ur- und Frühgeschichte | 130815             |           |      |
| 21 | Luckenwalde (Lage)                      | 4                       | Kirche Neuzeit | 130827             |           |      |
| 22 | Luckenwalde (Lage)                      | 14                      | Siedlung Urgeschichte, Siedlung deutsches Mittelalter, Siedlung slawisches Mittelalter | 131046             |           |      |
| 23 | Luckenwalde (Lage)                      | 1, 2, 4, 5, 14, 16, 19, | Altstadt deutsches Mittelalter, Burg deutsches Mittelalter, Burgwall slawisches Mittelalter, Altstadt Neuzeit, Friedhof deutsches Mittelalter, Friedhof Neuzeit, Siedlung slawisches Mittelalter | 131071             |           |      |
| 24 | Luckenwalde, Woltersdorf ()             | 13, 6                   | Acker Neuzeit, Gräberfeld römische Kaiserzeit, Acker Mittelalter, Gräberfeld Völkerwanderungszeit                                                                                                | 130816             |           |      |